# Boiga bengkuluensis
Boiga bengkuluensis е вид змия от семейство Смокообразни (Colubridae).

## Разпространение
Видът е разпространен в Индонезия (Суматра) и Тайланд.